# Lassay-sur-Croisne
Lassay-sur-Croisne är en kommun i departementet Loir-et-Cher i regionen Centre-Val de Loire i de centrala delarna av Frankrike. Kommunen ligger i kantonen Selles-sur-Cher som tillhör arrondissementet Romorantin-Lanthenay. År 2022 hade Lassay-sur-Croisne 243 invånare.

## Befolkningsutveckling
Antalet invånare i kommunen Lassay-sur-Croisne
| Referens: INSEE |